# Carabus canaliculatus
Carabus canaliculatus es una especie de insecto adéfago del género Carabus, familia Carabidae. Fue descrita científicamente por M. Adams en 1812.
Habita en China, Mongolia, Corea del Norte y Rusia.